# Bilka
Bilka A/S er en dansk kæde af hypermarkeder eller lavprisvarehuse. Den er en del af Salling Group, der også står bag butikskæderne Netto, Føtex, Fætter BR og A-Z. Bilka-kæden består af 18 varehuse (juli 2024).
Med undtagelse af butikken i Field's i Ørestad i København (der derfor bærer navnet Bilka OneStop) har butikkerne et sortiment på mere end 80.000 varenumre indenfor fødevarer og nonfood, inklusiv elektronik samt produkter til hus og have. Modsat Føtex, hvor nonfood kun fylder 30 procent af omsætningen, udgør området i Bilka 50 procent.  Derved adskiller Bilka sig fra supermarkeder som, hvor non-food som hovedregel udgør mindre end 20 % af omsætningen.
Bilka er siden lukningen af OBS! og den kortlevende efterfølger Kvickly xtra Danmarks eneste lavprisvarehuskæde. Bilka-kæden har gennem mange år bestået af 18 butikker, idet planlovens regler om butiksstørrelser betyder, at det ikke længere kan lade sig gøre at bygge butikker større end 3.500 kvadratmeter. Samtlige Bilka-varehuse er over 10.000 kvadratmeter store med kædens ældste varehus i Tilst ved Aarhus som det største med 29.000 kvadratmeter. 
Flere af Bilkas varehuse rummer andre butikker, eksempelvis apotek, Starbucks og Carl's Jr., som Salling Group har franchiserettighederne til i Danmark.

## Struktur og organisation
Bilkakæden var fra 11. marts 1980 etableret som aktieselskabet Bilka Lavprisvarehus A/S med binavnet Maxis A/S under CVR-nummeret 89492513. I efteråret 2005 blev det opløst efter en fusion med Dansk Supermarked A/S (nu Salling Group A/S), og virksomheden opereres i dag, sammen med øvrige Salling Group brands, i koncernselskabets CVR nummer.

## Historie

### Baggrund
Inspirationen til at åbne et lavprisvarehus i Danmark havde stifteren Herman Salling fået på rejser i udlandet. Navnet Bilka er konstrueret af Herman Salling fra BILKA (Billiges Kaufhaus,) som Salling stiftede bekendtskab med på sine forretningsrejser i bl.a. Vestberlin, hvor der lå et BILKA i 1956.

### Den første Bilka
Den første Bilka åbnede 7. oktober 1970. Det var landets første lavprisvarehus. Salgsarealet var på 10.000 m², og der var parkeringspladser til 1200 biler. Det var hidtil usete størrelser i Danmark. Varehuset lå i det åbne land en kilometer fra landsbyen Tilst, der i dag er en forstad til Århus.
Ved åbningen gav dagbladet Politikens satiriske klumme, At tænke sig, udtryk for en alternativ fortolkning af navnet: "Bilkaos".[kilde mangler]
Ved fra- og tilkørslen til Bilka på den tosporede hovedvej (Århus-Viborg-landevej, primærrute 26) opstod der snart kaotiske tilstande, og det blev nødvendigt at lysregulere krydset mellem Viborgvej, Tilst Skolevej og Anelystvej.[kilde mangler]
Etableringen greb forstyrrende ind i Egnsplanen for Århusegnen fra 1966, der var en revision af Egnsplan for Storårhus fra 1954. Denne plan forudsatte nemlig, at Århus-området skulle udvikles med to nye centre. Som supplement til hovedcentret i Århus C skulle der ske en udbygning med bl.a. detailhandel i to b-centre i Hasselager og Lisbjerg. Efter Bilkas etablering af den største detailforretning i hele Århus-området var planerne ikke længere økonomisk bæredygtige. I 2008 var centrene endnu ikke bygget. Der udviklede sig tværtimod et større kompleks af pladskrævende butikker i området omkring Bilka Tilst, der udviklede sig til et megacenter.
Byggeriet blev godkendt af Brabrand-Årslev Sogneråd, idet grunden lå (yderst) i Brabrand Sogn. Sognerådet var ganske vist ligesom Århus Købstadkommune og Århus Amtsråd bundet af egnsplanen. Bygherren havde imidlertid kun beskrevet, at han ønskede at etablere et fjernlager for Salling-Gruppen. Derfor fungerede Bilka-varehuset i mange år som et "åbent" lager med varer stablet på paller og gaffeltrucks i gangene.
I anledning af varehusets 40 års fødselsdag blev Bilka Tilst i foråret 2010 totalrenoveret for et tocifret millionbeløb. De 31 forældede kasseterminaler fra 1970 blev erstattet af 28 nye moderne kasseterminaler og otte selvbetjeningskasser. Derudover er den store entréhal forskønnet. Bager, slagter og delikatessen er blevet renoveret, og varehuset havde i 2010 Danmarks største frugt & grønt afdeling.

### Bilka-sagen i Horsens
Etableringen af et stort Bilka-varehus i Horsens gav 1999-2005 anledning til kritik af Bilka og myndighederne, der havde givet byggetilladelserne.
”Bilka-sagen ” tog udspring i, at der i 1991 blev vedtaget en lokalplan, der blandt andet gav tilladelse til opførelse af et butikscenter på 15.000 m² i Horsens bymidte. Efter vedtagelsen af lokalplanen vedtog Folketinget i 1997 en ændring af planloven , der blandt andet indebar, at der skulle foreligge særlige begrundelser for at fastsætte butiksstørrelser på mere end 3.000 m² bruttoetageareal for dagligvarebutikker. Loven havde dog ikke virkning for allerede vedtagne lokalplaner, og berørte således ikke den af Horsens Kommune vedtagne lokalplan for etableringen af et Bilka-varehus i Horsens.
Det oprindelige projekt blev imidlertid opgivet af andre årsager, men i 1999 blev projektet aktuelt igen. Projektet var imidlertid ændret på en række punkter, men Bilka-butikken var fortsat planlagt til 15.000m². Kommunen gav herefter tilladelse til projektet. De Samvirkende Købmænd mente imidlertid, at det endelige projekt lå udenfor rammerne af den oprindelige lokalplan, og at det nye modificerede projekt krævede vedtagelse af ny lokalplan. Brancheorganisationen gjorde derfor indsigelse. Sagen blev indbragt for Naturklagenævnet, der gav kommunen medhold. Naturklagenævnets afgørelse blev imidlertid indbragt for domstolene, og Højesteret underkendte den 22. april 2004 Naturklagenævnets afgørelse, idet Højesteret vurderede, at det nye projekt ikke lå indenfor rammerne af den oprindelige lokalplan, og at der derfor skulle have været vedtaget en ny lokalplan.
Efter planloven var det herefter nødvendigt at udarbejde et tillæg til regionplanen, såfremt byggeriet skulle lovliggøres. Vejle Amt besluttede at udarbejde et sådant tillæg. De Samvirkende Købmænd meddelte på forhånd, at de ville påklage regionplantillægget for Miljøministeren, og miljøminister Connie Hedegaard (K) meddelte inden sagen landede på hendes bord, at hun ikke var indstillet på at godkende et regionplantillæg. Denne udmelding rejste tvivl om, hvorvidt Connie Hedegaard ville være i stand til at behandle sagen på objektivt grundlag, hvorfor statsminister Anders Fogh Rasmussen efter samråd med formanden for Det Konservative Folkeparti, erhvervs- og økonomiminister Bendt Bendtsen, besluttede at overføre sagsbehandlingen af regionplantillægget til Justitsministeriet, hvor ministeren, Lene Espersen (K), godkendte regionplantillægget.
Sagen fik betydelig opmærksomhed i medierne, og blev en landspolitisk sag med et betydeligt antal spørgsmål til miljøministeren i folketingssalen og i Miljøudvalget.
Sagen fik et yderligere retsligt efterspil, idet Coop Danmark og to lokale købmænd anlagde erstatningssag mod Horsens kommune og Naturklagenævnet med krav om erstatning som følge af, at der ikke var udarbejdet tillæg til lokalplanen for byggeriet. Ved Vestre Landsrets dom af den 15. december 2008 slog landsretten imidlertid fast, at der ikke var grundlag for at pålægge kommunen og Naturklagenævnet erstatningsansvar.
I maj 2010 stadfæstede Højesteret landsrettens dom.
De Samvirkende Købmænd anlagde endvidere sag mod Naturklagenævnet med påstand om, at den efterfølgende lovliggørelse af varehuset var ulovlig, men tabte sagen i såvel landsretten som i Højesteret, der afsagde endelig dom i sagen den 24. marts 2011.